# Corneroporus subcitrinus
Corneroporus subcitrinus — вид грибів, що належить до монотипового роду Corneroporus.

## Поширення та середовище існування
Зростає на ґрунті в лісі, Малайський півострів (штати Паханг і Тренгану, Малайзія).